# アイジャック事件
アイジャック事件（アイジャックじけん）は、1970年4月26日、日本万国博覧会会場の太陽の塔の目の部分に男が籠城した事件。目玉男事件とも呼ばれる。

## 概要

太陽の塔の顔の部分

1970年4月26日午後5時、太陽の塔の直径2mの右目の部分（正面からみて左側）に赤地に黒で「赤軍」と書かれたヘルメットを被り水色のタオルを口に巻いた男が登り、万国博覧会中止などを訴えるアジ演説を始め、そのまま籠城した。目に嵌められていた5kwの電球は毎晩点灯されていたが、男の籠城中は左目部分のみ点灯させ右目部分は中止された。翌日、現場に見学に来た岡本太郎は、目玉男を見て「イカスね。ダンスでも踊ったらよかろうに」と楽しむ様子を見せた。
ゴールデンウィークにさしかかり万国博の入場者が増える中で注目を浴びたが、159時間経過した同年5月3日8時、機動隊員の説得に応じて投降。大阪府警察に逮捕された。男は8リットルの容積のキャンピングバッグ、トランジスタラジオ、トイレットペーパー、万葉集、葉隠、萩原朔太郎詩集の文庫本を持つのみで、水も食料も持参していなかった。途中説得に登って来た警察隊の小隊長にビールと食べ物を買って来てくれと金を渡すが断られ、代わりに渡された水1リットルを飲んでいる。吹田警察署での取り調べでは「広島大学での闘争で令状が出ている」、「プロテストのためだ」と供述して沈黙。衰弱したため取り調べを一時打ち切った。後の警察の捜査で、男は元地方自治体職員で無職25歳、ノンセクト・ラジカルで組織的な活動とは無縁と判断された。仲間と立て籠もったら面白いことになるだろうと話した成りゆきで、決行したという。出所後は旭川市の父親の店を継ぎ洋品店を経営している。

## 影響
- 籠城翌日の4月27日にアイジャック事件をたまたま新聞で読み触発された糸井貫二が、もう片方の目玉を目指すも警備が厳しくて断念し、代わりに同会場に在る岡本太郎制作の展示物『母の塔』の階段に11時45分頃全裸で現れて捕まっている。

- 万博記念公園内EXPO'70パビリオンにて2014年3月29日から始まった特別展『みる・ふれる・あそぶ太陽の塔』では「太陽の塔「初代：黄金の顔」をアイジャック！？」と謳い、1992年の改修で取り替えられた初代の黄金の顔を、目玉部分に入れる形で体験展示していた。

- ヤノベケンジは『太陽の塔、乗っ取り計画』で犯人にインタビューを行った他、2003年にはアトムスーツ・プロジェクトの一環として太陽の塔の左目の部分に上がり込みアイジャック事件を再現している。
- 2003年8月17日　MBSテレビ　『映像’03　誇大妄想の都へ～ヤノベケンジEXPO'03～』　犯人がヤノベケンジの取材を受け、当時毎朝ソ連館職員から大声で挨拶されたと明かしている。
- 2018年2月12日　MBSテレビ　『激撮!直撃!!スクープ』　犯人は立てこもった理由のほか太陽の塔の製作者である岡本太郎とも会話していたことを明らかにしている[5]。